# 구엘타 다르쉐
구엘타 다르쉐(Guelta d'Archei)는 사하라 사막에 있는 구엘타이다. 구엘타 다르쉐는 차드 북동쪽에 있는 엔네디 고원에 위치해 있다. 구엘타 다르쉐에는 서아프리카악어 등 여러 종류의 동물이 서식하고 있다. 구엘타 다르쉐에 서식 중인 악어 무리는 오늘날 사하라 사막에 남아있는 알려진 마지막 악어 무리 중 하나이다. 모리타니의 타간트 고원에 있었던 악어 무리는 1996년 이후 멸종되었을 것으로 추정된다.
구엘타 다르쉐는 길에서 떨어진 외진 곳에 위치해 있다. 육로를 통해 가려면 4륜구동 자동차를 타고 가야 하며, 차드의 수도인 은자메나에서 출발하여 가려면 최소 4일 정도의 시간이 소요된다.